# Oskerušovice
Oskerušovice je ovocný destilát vyráběný z plodů jeřábu oskeruše. V Česku se vyrábí jen v malé míře, a to především na jihovýchodní Moravě. Čistá oskerušovice je bez přidaného cukru. 
Výroba spočívá nejprve ve sběru plodů, které se sbírají zásadně až po opadu na zem. Plody jsou uloženy na lísky a rozprostřeny. Postupně oskeruše hniličkovatí, čímž ztrácejí svoji svíravou chuť a stávají se sladkými. Následně jsou rozmačkány a vhozeny do sudu. Jelikož plody obsahují naprosté minimum šťávy, přidává se do mače voda s cukrem.